# 共姜
共姜，姜姓，西周末年卫国世子共伯之妻。
共伯早早去世，共姜为丈夫守義。父母想要改变她的心意，让她改嫁，她自誓不是不同意。而且作诗柏舟表示自己的心愿，以絕父母让她改嫁的念头。